# Niels Ramberg
Niels Ramberg (* 1. Juli 1946) ist ein ehemaliger dänischer Tischtennisspieler, der in den 1960er und 1970er Jahren international aktiv war. Er nahm an sechs Weltmeisterschaften und mindestens zwei Europameisterschaften teil.

## Werdegang
Im Kindesalter erkrankte Niels Ramberg an Kinderlähmung, was eine Behinderung am rechten Bein nach sich zog. Dies hinderte ihn nicht daran, sich intensiv auf den Tischtennissport zu konzentrieren. Er begann beim Verein Søllerød, wechselte dann zu Lyngby und später zum Virum-Sorgenfri Bordtennisklub, mit dem er von 1968 bis 1979 mit Ausnahme von 1978 alle dänischen Mannschaftsmeisterschaften gewann.
1964 wurde er erstmals bei den Erwachsenen dänischer Meister im Einzel. Im gleichen Jahr wurde er erstmals für die Weltmeisterschaft nominiert. Weitere WM-Teilnahmen erfolgten 1967, 1969, 1973, 1975 und 1977. Medaillen gewann er bei Nordischen Meisterschaften, 1965 Bronze im Einzel und 1973 Silber im Doppel.
Insgesamt gewann der Linkshänder Niels Ramberg 27 Titel bei den nationalen dänischen Meisterschaften. Er bestritt 172 Länderspiele. 1977 beendete er seine Laufbahn als Leistungssportler.
Später nahm er erfolgreich an internationalen Seniorenturnieren teil. So wurde er 2008 Weltmeister in der Klasse Ü60 im Doppel mit Claus Pedersen und 2016 Ü70-Weltmeister im Einzel. 2003, 2013 und 2015 gewann er zusammen mit Claus Pedersen die Europameisterschaft im Doppel. 2023 wurde er Ü75-Weltmeister im Einzel in Maskat.

## Privat
Niels Ramberg verdiente seinen Lebensunterhalt als Rechtsanwalt. Seine ältere Schwester Lis war ebenfalls dänische Nationalspielerin.